# S/2004 S 36
S/2004 S 36 — естественный спутник Сатурна. Его открытие было объявлено Скоттом Шеппардом, Дэвидом Джуиттом и Дженом Клина 8 октября 2019 года из наблюдений, проведённых в период с 12 декабря 2004 года по 1 февраля 2006 года.
Диаметр S/2004 S 36 — около 3 км, большая полуось —  23 698 700 км, период обращения — 1354,2 земных суток, обращается вокруг Сатурна с прямым направлением под наклоном 147,6° к плоскости эклиптики, эксцентриситет орбиты — 0,667.